# José Legrá
José Legrá est un boxeur cubain né le 19 mars 1943 à Baracoa.

## Carrière
Passé professionnel en 1960, il devient champion du monde des poids plumes WBC le 24 juillet 1968 après sa victoire contre Howard Winstone par arrêt de l'arbitre au 5e round. Legrá perd son titre dès le combat suivant face à Johnny Famechon le 21 janvier 1969 puis remporte à niveau la ceinture WBC de la catégorie le 16 décembre 1972 aux dépens de Clemente Sánchez. Battu par Éder Jofre le 5 mai 1973, il met un terme à sa carrière la même année après une défaite contre Alexis Arguello sur un bilan de 133 victoires, 11 défaites et 4 matchs nuls.

## Référence
1. ↑  (en) Howard Winstone vs. Jose Legra II (boxrec.com)